# ATP Challenger Tianjin
Das ATP Challenger Tianjin (offizieller Name: Tianjin Health Industry Park) war ein Tennisturnier in Tianjin, Volksrepublik China, das 2014 einmal ausgetragen wurde. Es war Teil der ATP Challenger Tour und wurde im Freien auf Hartplatz ausgetragen.

## Liste der Sieger

### Einzel
| Jahr | Sieger      | Finalgegner          | Ergebnis      |
| ---- | ----------- | -------------------- | ------------- |
| 2014 | Blaž Kavčič | Alexander Kudrjawzew | 6:2, 3:6, 7:5 |

### Doppel
| Jahr | Sieger                     | Finalgegner          | Ergebnis          |
| ---- | -------------------------- | -------------------- | ----------------- |
| 2014 | Robin Kern Josselin Ouanna | Jason Jung Evan King | 6:73, 7:5, [10:8] |